# Carlos Augusto de Carvalho
Carlos Augusto de Carvalho (Rio de Janeiro, 20 de março de 1851 — Rio de Janeiro, 5 de setembro de 1905) foi um advogado e político brasileiro, formando pela Faculdade de Direito da USP, no Largo São Francisco.
Foi presidente da província do Paraná, de 6 de março de 1882 a 26 de maio de 1883 e presidente da província do Pará em 1885. Foi ministro das Relações Exteriores no governo de Floriano Peixoto.

## Biografia

### Carreira e vida política
Filho do tenente-coronel José Carlos de Carvalho e d. Antônia Francisca Ferraz de Carvalho, nasceu no Rio de Janeiro em 1851. Nesta cidade fez os estudos primários e em São Paulo concluiu os estudos quando bacharelou-se em Direito no ano de 1873.
Contraiu matrimonio logo cedo, com sua prima irmã, porém, separou-se em poucos anos de vida conjugal. Muitos anos depois casou-se pela segunda vez e neste casamento teve vários filhos.
Sua vocação política o levou primeiro a postos de menor projeção como chefe de polícia do Paraná, durante o governo do seu amigo Rodrigo Otávio entre os anos de 1878 a 1879.

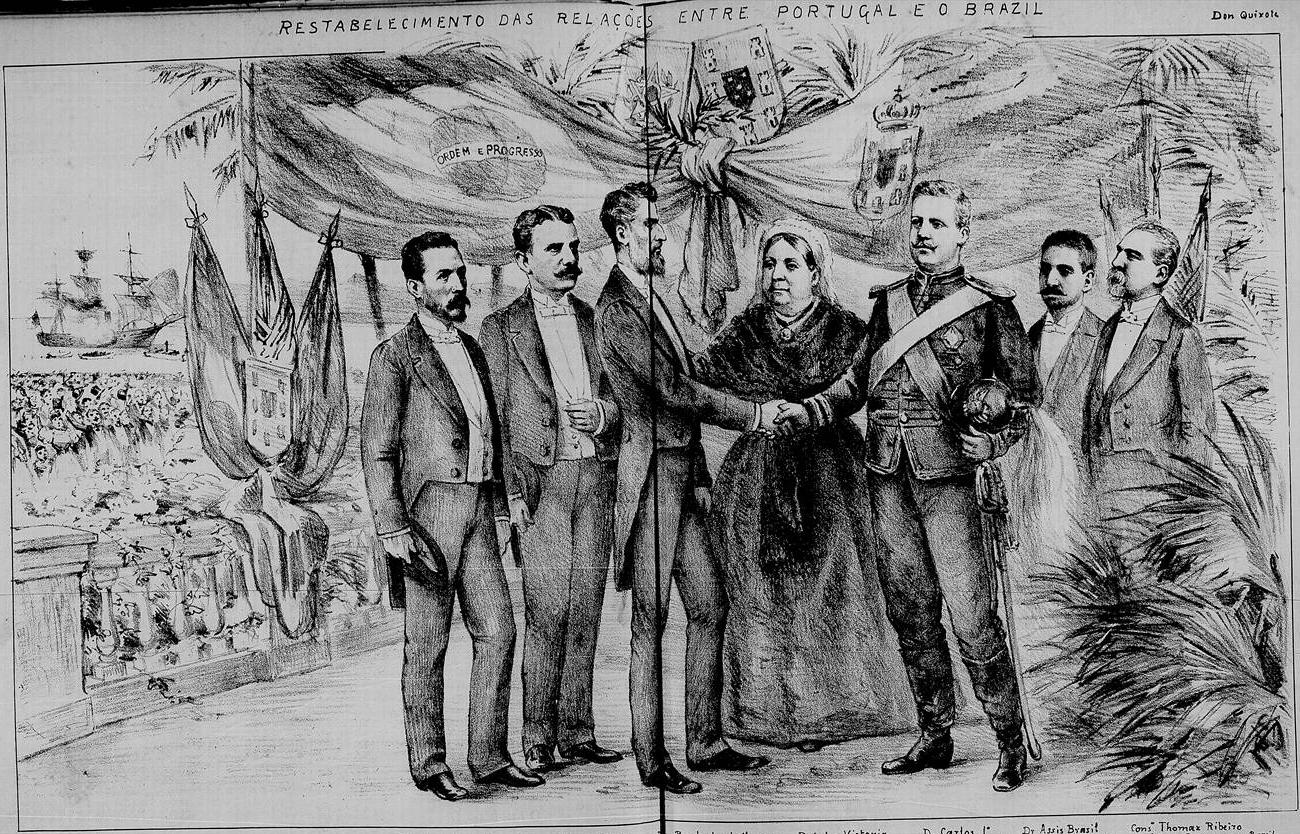
Restabelecimento das relações entre Portugal e o Brasil (16/03/1895). Carlos A. de Carvalho é o primeiro, à esquerda.

Assumiu o governo do Paraná em 6 de março de 1882 e nele se manteve até 26 de maio de 1883, entregando o cargo sob pressão popular na chamada “revolta do vintém”.
Anos depois de ter entregue o governo do Paraná, assumiu a defesa deste estado (já em período republicano) contra Santa Catarina na disputa do território contestado por ambos, mostrando assim que não guardou rancor dos paranaenses.
Em 1885 assumiu a presidência da província do Pará.
É, a partir da década de 1890, que o dr. Carlos de Carvalho se destaca na política externa como Ministro do Exterior do Marechal Floriano e no governo de Prudente de Morais.
Após este período, Dr. Carlos de Carvalho completou seu mestrado e doutorado em Direitos Humanos e Direito Internacional no Brasil e na Europa.
Em 1904 tornou a servir o Ministério do Exterior, quando foi indicado como árbitro no tribunal Brasileiro-Boliviano e no ano seguinte, como consultor no assunto.

### Falecimento e homenagem
Na terça-feira, dia 5 de setembro de 1905, faleceu, na cidade do Rio de Janeiro, o dr. Carlos Augusto de Carvalho, aos 54 anos e 5 meses, deixando filhos menores do seu segundo casamento.
Entre muitas homenagens pelo Brasil ao advogado e político, a capital paranaense possui uma importante via da cidade, a Alameda Dr. Carlos de Carvalho, bem como o Viaduto do Carvalho, um dos túneis rochosos da estrada de ferro Curitiba-Paranaguá, que é assim denominado em homenagem ao dr. Carlos Augusto de Carvalho.
Em vida o Dr. Carlos de Carvalho recebeu, pela monarquia, a comenda da Ordem de Cristo e posteriormente recebeu inúmeras ordem estrangeiras.

### Complemento
O Dr. Carlos Augusto se tornou um dos renomados jurisconsultos no país na época, transmitindo seu vasto conhecimento dentro da USP e de algumas outras instituições. Quando Carlos desistiu da política, ele lecionou apenas como professor de Direito e um dos construtores jusfilosóficos da moderna concepção dos direitos do homem e do cidadão. Nesse momento, quando o país se preparava para participar de importantes questões internacionais, ele participou da primeira e segunda gerações dos Direitos Humanos além de ser nomeado advogado de causas internacionais ao lado do embaixador da época.
O Dr. Carlos Augusto de Carvalho representou o Brasil em questões relevantes do início do século XX. Ele advogou na questão das ilhas do meio do atlântico Trindade e Martim Vaz, em que o Brasil venceu da Inglaterra, a então dominadora dos mares, e tomou posse como sendo território brasileiro. DR. Carlos , assim foi nomeado representante do Brasil na Conferencia Internacional em Bruxelas, onde arguiu o problema jurídico-histórico das novas colônias na África e na Ásia. Dr. Carlos, assim, defendeu os direitos dos negros, direitos estes que hoje fazem parte das normas internacionais da ONU. Ele também defendeu a criação de uma instituição internacional para a resolução dos conflitos internacionais e a pacificação da sociedade mundial. Porém seus objetivos nunca foram atendidos e algo parecido com as ideias do Dr. Carvalho só foi aparecer com o surgimento da ONU.